# 恋の方程式 あなたのハートにクリック2
『恋の方程式 あなたのハートにクリック2』（原題：The Third Wheel）は、2002年に製作されたアメリカ合衆国のコメディ映画。

## キャスト
| 役名                 | 俳優                                 | 日本語吹替 |
| -------------------- | ------------------------------------ | ---------- |
| スタンリー           | ルーク・ウィルソン                   | 松本保典   |
| ダイアナ・エヴァンス | デニス・リチャーズ                   | 湯屋敦子   |
| フィル               | ジェイ・ラコポ                       | 江原正士   |
| マイケル             | ベン・アフレック                     | 室園丈裕   |
| ミッチ               | フィル・ルイス                       |            |
| ナンシー             | デボラ・シアカー                     |            |
| マリリン             | メリッサ・マッカーシー               |            |
| スピーカー           | ティム・ディケイ                     |            |
| ティー               | グレッグ・ピッツ                     | 加瀬康之   |
| グレン・フェダーマン | ウェイン・フェダーマン               |            |
| カール               | デヴィッド・ケックナー               |            |
| ニール               | ニール・マタラッツォ                 | 加藤亮夫   |
| ハンク               | マシュー・メイハー                   | 斎藤志郎   |
| テッド               | スティーヴン・シェンバウム           | 佐藤晴男   |
| サラ                 | メレディス・サレンジャー             |            |
| ケヴィン             | マット・デイモン（クレジットなし）   |            |
| パーティの客         | ローレン・グレアム（クレジットなし） |            |

- 吹替その他：竹村拓、那須文恵、杉本ゆう、泉久実子、布目貞雄、高橋大介、井上亜紀

## スタッフ
- 監督：ジョーダン・ブラディ
- 製作：スタヴロス・マージョス、クリス・ムーア、アダム・ローゼンフェルト、チャド・スノペック
- 製作総指揮：ベン・アフレック、マット・デイモン、ヨーラム・ペルマン
- 脚本：ジェイ・ラコポ
- 撮影：ジョナサン・ブラウン
- 音楽：リサ・コールマン、ウェンディ・メルヴォン
- 編集：サム・シトロン

日本語版スタッフ
吹替版
- 演出：中村光宏
- 翻訳：子安則子
- 制作：ヴイ・ビジョンスタジオ